# Шермеинск
Шермеинск — деревня в Бардымском районе Пермского края. Входит в состав Шермейской сельской территории.
По результатам переписи 2010 года численность населения составила 6 человек, в том числе 2 мужчины и 4 женщины.
В 2005 году численность населения составляла 13 человек.
Находится примерно в 21 км к востоку от центра села Барда.